# Епархия Фельдкирха

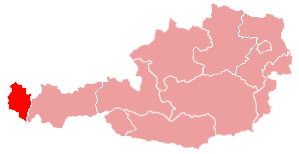
Карта расположения епархии Фельдкирха

Епархия Фельдкирха (лат. Dioecesis Campitemplensis) — епархия Римско-Католической церкви с центром в городе Фельдкирх, Австрия. Епархия Фельдкирха входит в митрополию Зальцбурга. Кафедральным собором епархии Фельдкирха является собор святого Николая.

## История
11 декабря 1925 года Святой Престол учредил апостольскую администратуру Инсбрука-Фельдкирха, выделив её из епархий Брессаноне, Кура и Санкт-Галлена. 
6 августа 1964 года Римский папа Павел VI издал буллу Sedis Apostolicae, которой преобразовал апостольскую администратуру Инсбрука-Фельдкирха в епархию. 
8 декабря 1968 года Римский папа Павел VI издал буллу Christi Caritas, которой разделил епархию Инсбрука-Фельдкирха на две части — епархию Фельдкирха и епархию Инсбрука.

## Ординарии епархии
- епископ Бруно Вехнер (9.12.1968 — 21.01.1989)
- епископ Клаус Кюнг (21.01.1989 — 7.10.2004), назначен епископом Санкт-Пёльтена
- епископ Эльмар Фишер (24.05.2005 — 15.11.2011)
- епископ Бенно Эльбс (с 8.05.2013)

## Источник
- Annuario Pontificio, Libreria Editrice Vaticana, Città del Vaticano, 2003, ISBN 88-209-7422-3